# Марилија Пера
Марилија Пера (порт. Marília Marzullo Pêra; Рио де Жанеиро, 22. јануар 1943 — Рио де Жанеиро, 5. децембар 2015) била је бразилска глумица.